# Серулешть (Келераш)
Серулешть, Серулешті (рум. Sărulești) — село у повіті Келераш в Румунії. Входить до складу комуни Серулешть.
Село розташоване на відстані 43 км на схід від Бухареста, 59 км на північний захід від Келераші.

## Населення
За даними перепису населення 2002 року у селі проживали 550 осіб, з них 549 осіб (99,8%) румунів. Усі жителі села рідною мовою назвали румунську.